# Gran Premio de Francia de Motociclismo de 2018
El Gran Premio de Francia de 2018 (oficialmente HJC Helmets Grand Prix de France) fue la quinta prueba del Campeonato del Mundo de Motociclismo de 2018. Tuvo lugar el fin de semana del 18 al 20 de mayo de 2018 en el Circuito Bugatti, situado a 5 km de la localidad de Le Mans (Sarthe), en los Países del Loira, Francia.
La carrera de MotoGP fue ganada por Marc Márquez, seguido de Danilo Petrucci y Valentino Rossi. Francesco Bagnaia fue el ganador de la prueba de Moto2, por delante de Álex Márquez y Joan Mir. La carrera de Moto3 fue ganada por Albert Arenas, Andrea Migno fue segundo y Marcos Ramírez tercero.

## Resultados

### Resultados MotoGP
| Pos.    | N.º | Piloto            | Constructor | Vueltas | Tiempo    | Parrilla | Puntos |
| ------- | --- | ----------------- | ----------- | ------- | --------- | -------- | ------ |
| 1       | 93  | Marc Márquez      | Honda       | 27      | 41:49.773 | 2        | 25     |
| 2       | 9   | Danilo Petrucci   | Ducati      | 27      | +2.310    | 3        | 20     |
| 3       | 46  | Valentino Rossi   | Yamaha      | 27      | +5.350    | 9        | 16     |
| 4       | 43  | Jack Miller       | Ducati      | 27      | +6.314    | 7        | 13     |
| 5       | 26  | Dani Pedrosa      | Honda       | 27      | +7.419    | 10       | 11     |
| 6       | 99  | Jorge Lorenzo     | Ducati      | 27      | +10.355   | 6        | 10     |
| 7       | 25  | Maverick Viñales  | Yamaha      | 27      | +23.758   | 8        | 9      |
| 8       | 35  | Cal Crutchlow     | Honda       | 27      | +25.795   | 13       | 8      |
| 9       | 41  | Aleix Espargaró   | Aprilia     | 27      | +26.206   | 12       | 7      |
| 10      | 42  | Álex Rins         | Suzuki      | 27      | +27.937   | 15       | 6      |
| 11      | 44  | Pol Espargaró     | KTM         | 27      | +32.304   | 18       | 5      |
| 12      | 55  | Hafizh Syahrin    | Yamaha      | 27      | +34.962   | 14       | 4      |
| 13      | 21  | Franco Morbidelli | Honda       | 27      | +37.881   | 16       | 3      |
| 14      | 38  | Bradley Smith     | KTM         | 27      | +38.299   | 17       | 2      |
| 15      | 30  | Takaaki Nakagami  | Honda       | 27      | +41.986   | 19       | 1      |
| 16      | 12  | Thomas Lüthi      | Honda       | 27      | +45.260   | 21       |        |
| 17      | 17  | Karel Abraham     | Ducati      | 27      | +56.872   | 24       |        |
| 18      | 10  | Xavier Siméon     | Ducati      | 27      | +1:12.117 | 23       |        |
| Ret     | 45  | Scott Redding     | Aprilia     | 10      | Caída     | 22       |        |
| Ret     | 53  | Esteve Rabat      | Ducati      | 10      | Caída     | 11       |        |
| Ret     | 5   | Johann Zarco      | Yamaha      | 8       | Caída     | 1        |        |
| Ret     | 4   | Andrea Dovizioso  | Ducati      | 4       | Caída     | 5        |        |
| Ret     | 19  | Álvaro Bautista   | Ducati      | 1       | Caída     | 20       |        |
| Ret     | 29  | Andrea Iannone    | Suzuki      | 0       | Caída     | 4        |        |
| Fuente: |     |                   |             |         |           |          |        |

### Resultados Moto2
| Pos.    | N.º | Piloto              | Constructor   | Vueltas | Tiempo    | Parrilla | Puntos |
| ------- | --- | ------------------- | ------------- | ------- | --------- | -------- | ------ |
| 1       | 42  | Francesco Bagnaia   | Kalex         | 25      | 40:40.162 | 1        | 25     |
| 2       | 73  | Álex Márquez        | Kalex         | 25      | +2.709    | 6        | 20     |
| 3       | 36  | Joan Mir            | Kalex         | 25      | +4.865    | 4        | 16     |
| 4       | 23  | Marcel Schrötter    | Kalex         | 25      | +7.041    | 5        | 13     |
| 5       | 97  | Xavi Vierge         | Kalex         | 25      | +9.811    | 2        | 11     |
| 6       | 44  | Miguel Oliveira     | KTM           | 25      | +9.943    | 10       | 10     |
| 7       | 13  | Romano Fenati       | Kalex         | 25      | +12.293   | 12       | 9      |
| 8       | 20  | Fabio Quartararo    | Speed Up      | 25      | +14.585   | 14       | 8      |
| 9       | 41  | Brad Binder         | KTM           | 25      | +15.429   | 8        | 7      |
| 10      | 62  | Stefano Manzi       | Suter         | 25      | +17.228   | 23       | 6      |
| 11      | 40  | Héctor Barberá      | Kalex         | 25      | +18.809   | 13       | 5      |
| 12      | 5   | Andrea Locatelli    | Kalex         | 25      | +19.541   | 16       | 4      |
| 13      | 22  | Sam Lowes           | KTM           | 25      | +21.112   | 7        | 3      |
| 14      | 24  | Simone Corsi        | Kalex         | 25      | +23.510   | 9        | 2      |
| 15      | 89  | Khairul Idham Pawi  | Kalex         | 25      | +25.996   | 18       | 1      |
| 16      | 64  | Bo Bendsneyder      | Tech 3        | 25      | +29.267   | 21       |        |
| 17      | 4   | Steven Odendaal     | NTS           | 25      | +32.493   | 25       |        |
| 18      | 54  | Mattia Pasini       | Kalex         | 25      | +44.006   | 11       |        |
| 19      | 16  | Joe Roberts         | NTS           | 25      | +45.609   | 17       |        |
| 20      | 95  | Jules Danilo        | Kalex         | 25      | +45.840   | 27       |        |
| 21      | 52  | Danny Kent          | Speed Up      | 25      | +46.052   | 31       |        |
| 22      | 66  | Niki Tuuli          | Kalex         | 25      | +48.371   | 29       |        |
| 23      | 3   | Lukas Tulovic       | KTM           | 25      | +54.304   | 24       |        |
| 24      | 19  | Corentin Perolari   | TransFIORmers | 25      | +57.478   | 32       |        |
| 25      | 45  | Tetsuta Nagashima   | Kalex         | 25      | +1:07.712 | 22       |        |
| 26      | 18  | Xavi Cardelús       | Kalex         | 25      | +1:21.756 | 33       |        |
| 27      | 80  | Cédric Tangre       | Tech 3        | 25      | +1:36.542 | 35       |        |
| Ret     | 21  | Federico Fuligni    | Kalex         | 10      | Caída     | 28       |        |
| Ret     | 14  | Héctor Garzó        | Tech 3        | 10      | Caída     | 26       |        |
| Ret     | 7   | Lorenzo Baldassarri | Kalex         | 8       | Retirado  | 3        |        |
| Ret     | 27  | Iker Lecuona        | KTM           | 6       | Retirado  | 20       |        |
| Ret     | 9   | Jorge Navarro       | Kalex         | 5       | Retirado  | 15       |        |
| Ret     | 51  | Eric Granado        | Suter         | 1       | Caída     | 34       |        |
| Ret     | 10  | Luca Marini         | Kalex         | 1       | Retirado  | 30       |        |
| Ret     | 32  | Isaac Viñales       | Kalex         | 0       | Retirado  | 19       |        |
| 1. 2.   |     |                     |               |         |           |          |        |
| Fuente: |     |                     |               |         |           |          |        |

### Resultados Moto3
| Pos.           | N.º | Piloto                 | Constructor | Vueltas | Tiempo    | Parrilla | Puntos |
| -------------- | --- | ---------------------- | ----------- | ------- | --------- | -------- | ------ |
| 1              | 75  | Albert Arenas          | KTM         | 22      | 37:40.056 | 5        | 25     |
| 2              | 16  | Andrea Migno           | KTM         | 22      | +0.160    | 9        | 20     |
| 3              | 42  | Marcos Ramírez         | KTM         | 22      | +0.709    | 4        | 16     |
| 4              | 21  | Fabio Di Giannantonio  | Honda       | 22      | +0.811    | 8        | 13     |
| 5              | 23  | Niccolò Antonelli      | Honda       | 22      | +2.305    | 7        | 11     |
| 6              | 84  | Jakub Kornfeil         | KTM         | 22      | +5.487    | 2        | 10     |
| 7              | 14  | Tony Arbolino          | Honda       | 22      | +7.577    | 13       | 9      |
| 8              | 44  | Arón Canet             | Honda       | 22      | +11.190   | 28       | 8      |
| 9              | 24  | Tatsuki Suzuki         | Honda       | 22      | +11.517   | 14       | 7      |
| 10             | 5   | Jaume Masiá            | KTM         | 22      | +11.704   | 19       | 6      |
| 11             | 40  | Darryn Binder          | KTM         | 22      | +12.011   | 12       | 5      |
| 12             | 17  | John McPhee            | KTM         | 22      | +12.073   | 27       | 4      |
| 13             | 76  | Makar Yurchenko        | KTM         | 22      | +12.358   | 18       | 3      |
| 14             | 10  | Dennis Foggia          | KTM         | 22      | +12.481   | 21       | 2      |
| 15             | 65  | Philipp Öttl           | KTM         | 22      | +12.746   | 11       | 1      |
| 16             | 71  | Ayumu Sasaki           | Honda       | 22      | +12.808   | 24       |        |
| 17             | 27  | Kaito Toba             | Honda       | 22      | +14.397   | 25       |        |
| 18             | 22  | Kazuki Masaki          | KTM         | 22      | +28.015   | 16       |        |
| 19             | 72  | Alonso López           | Honda       | 22      | +36.479   | 17       |        |
| 20             | 41  | Nakarin Atiratphuvapat | Honda       | 22      | +59.917   | 23       |        |
| 21             | 11  | Livio Loi              | KTM         | 22      | +1:07.363 | 20       |        |
| Ret            | 12  | Marco Bezzecchi        | KTM         | 21      | Caída     | 6        |        |
| Ret            | 88  | Jorge Martín           | Honda       | 21      | Caída     | 1        |        |
| Ret            | 7   | Adam Norrodin          | Honda       | 21      | Retirado  | 26       |        |
| Ret            | 33  | Enea Bastianini        | Honda       | 20      | Caída     | 3        |        |
| Ret            | 48  | Lorenzo Dalla Porta    | Honda       | 14      | Retirado  | 10       |        |
| Ret            | 8   | Nicolò Bulega          | KTM         | 9       | Caída     | 15       |        |
| Ret            | 19  | Gabriel Rodrigo        | KTM         | 3       | Caída     | 22       |        |
| 1. 2. 3. 4. 5. |     |                        |             |         |           |          |        |
| Fuente:        |     |                        |             |         |           |          |        |